# São José de Caiana
Pour les articles homonymes, voir São José.
São José de Caiana est une ville brésilienne de l'ouest de l'État de la Paraíba.
Sa population était estimée à 5 942 habitants en 2007. La municipalité s'étend sur 176 km2.